# Акоста, Бисмарк
Бисмарк Жилберто Акоста Эванс (исп. Bismark Gilberto Acosta Evans; 19 декабря 1986, Санта-Крус, Коста-Рика) — коста-риканский футболист, защитник сборной Коста-Рики.

## Карьера

### Клубная
В 2005 году Бисмарк дебютировал в профессиональном футболе в команде «Сантакрусенья».
В 2007 году, после вылета «Сантакрусеньи» из высшего футбольного дивизиона Коста-Рики, защитник перешёл в «Сан-Карлос», проведя один сезон в котором подписал контракт с «Эредиано».
В клубе из Эредии Акоста провёл три сезона. 17 августа 2009 года отметился первым забитым мячом.
Летом 2011 года Бисмарк перешёл в «Белен». Первый матч в новом клубе он провёл 1 августа и отметился забитым мячом.
26 января 2013 года защитник подписал контракт с норвежским клубом «Старт». Первую игру в Европе Акоста провёл 17 марта 2013 года против «Хёнефосса». 11 августа 2013 Бисмарк отметился первым забитым мячом.
Проведя за два сезона 52 матча в чемпионате и забив 5 мячей, Акоста перешёл в «Бранн», выступавший в Адекколиге. В сезоне 2015 команда из Бергена смогла добиться выхода в Типпелигу. Акоста внёс ощутимый вклад в этот успех, сыграв в 28 матчах и забив 1 гол.

### В сборной
9 октября 2010 года Бисмарк дебютировал в составе сборной Коста-Рики, выйдя в стартовом составе на товарищескую встречу со сборной Перу. В перерыве защитник был заменён, успев отметиться только предупреждением.